# K2-360
Pour les articles homonymes, voir K2.
Désignations
K2-360, également appelée EPIC 201595106  ou UCAC4 460-050078, est une étoile de la constellation de la Vierge.

## Étoile
K2-360 est une étoile de type G. D'après la mesure de sa parallaxe annuelle par le satellite Gaia, elle est distante de 764 ± 3 a.l. (∼ 234 pc) de la Terre,.

## Système planétaire
Cette étoile a deux planètes qui orbitent autour d'elle.
La plus interne, K2-360 b, est une super-Terre à période de révolution ultra-courte. Sa masse est de 7,67 ± 0,75 masses terrestres et il lui faut 0,9 jour pour effectuer une orbite autour de son étoile. Sa découverte a été annoncée en 2021.
Une seconde planète, K2-360 c, est annoncée en 2024, détectée par vitesses radiales grâce à HARPS et HARPS-N. Cette planète a une masse minimale de 15,2 ± 1,8 masses terrestres, comparable à celle d'Uranus, et une période orbitale d'environ 10 jours.